# Gemlik
Gemlik (früher griechisch Κίος Kios (f. sg.)) ist eine Hafenstadt im gleichnamigen Landkreis der türkischen Provinz Bursa und gleichzeitig ein Stadtbezirk der 1986 geschaffenen Büyükşehir belediyesi Bursa (Großstadtgemeinde/Metropolprovinz). Sie ist bekannt durch eine schwarze Olivensorte. Die im Stadtsiegel abgebildete Jahreszahl 1878 dürfte auf das Jahr der Erhebung zur Gemeinde (Belediye/Belde) hinweisen.
Die Stadt ist seit Jahrhunderten ständig durch den Erdbeben bedroht, weil sie auf einem Teilstück der Nordanatolischen Verwerfung liegt, die hier vom Izniksee entlang des antiken Ascanius-Flusses in das Marmarameer reicht.

## Geschichte
Die Geschichte der Stadt beginnt 630 v. Chr. Der Name Kios (griechisch Κίος oder älter Κείος Keios, lateinisch Cius) wird schon in der Argonautensage und von Strabon erwähnt. Herakles strandete dort, Aristoteles hat die Gesetze von Kios gelobt (Kionion Politeia). In römischer Zeit hieß die Stadt Prusias ad Mare.
In Zeiten der Seidenstraße war Kios eine der reichsten Städte am Mittelmeer, da unweit des heutigen modernen Freihafens Gemlik das Ende der Handelsroute nach China lag.
Im Zuge des Bevölkerungsaustausches zwischen Griechenland und der Türkei nach dem Griechisch-Türkischen Krieg 1922 musste die griechische Bevölkerung die Stadt verlassen. Ein Großteil zog in die Peloponnes und gründete in der Argolis die Stadt Nea Kios („Neu-Kios“).

## Antike Stadt

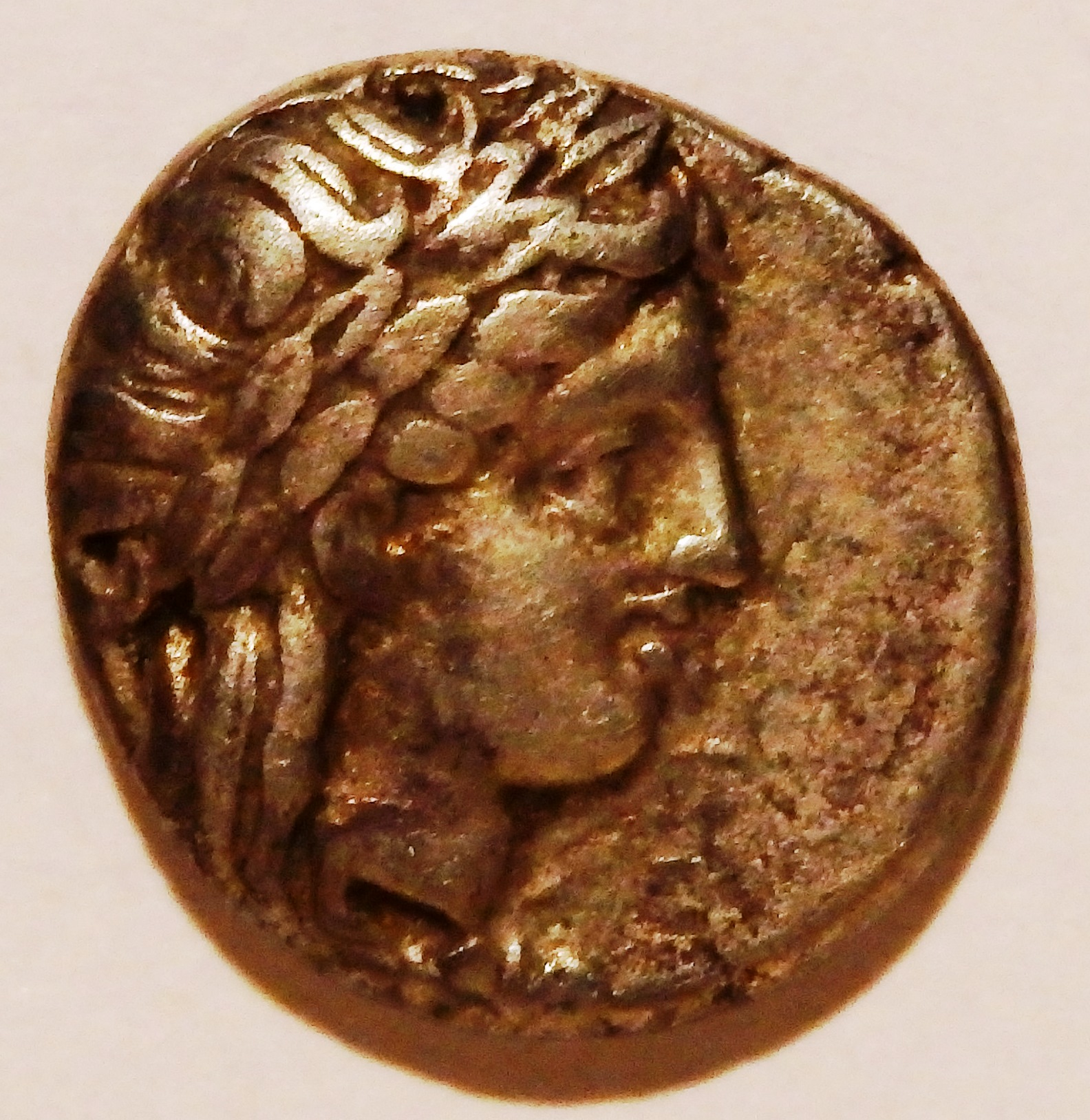
Hemidrachme aus Kios, Apollokopf, ca. 350–300 v. Chr. geprägt, Szaivert/Sear 3750

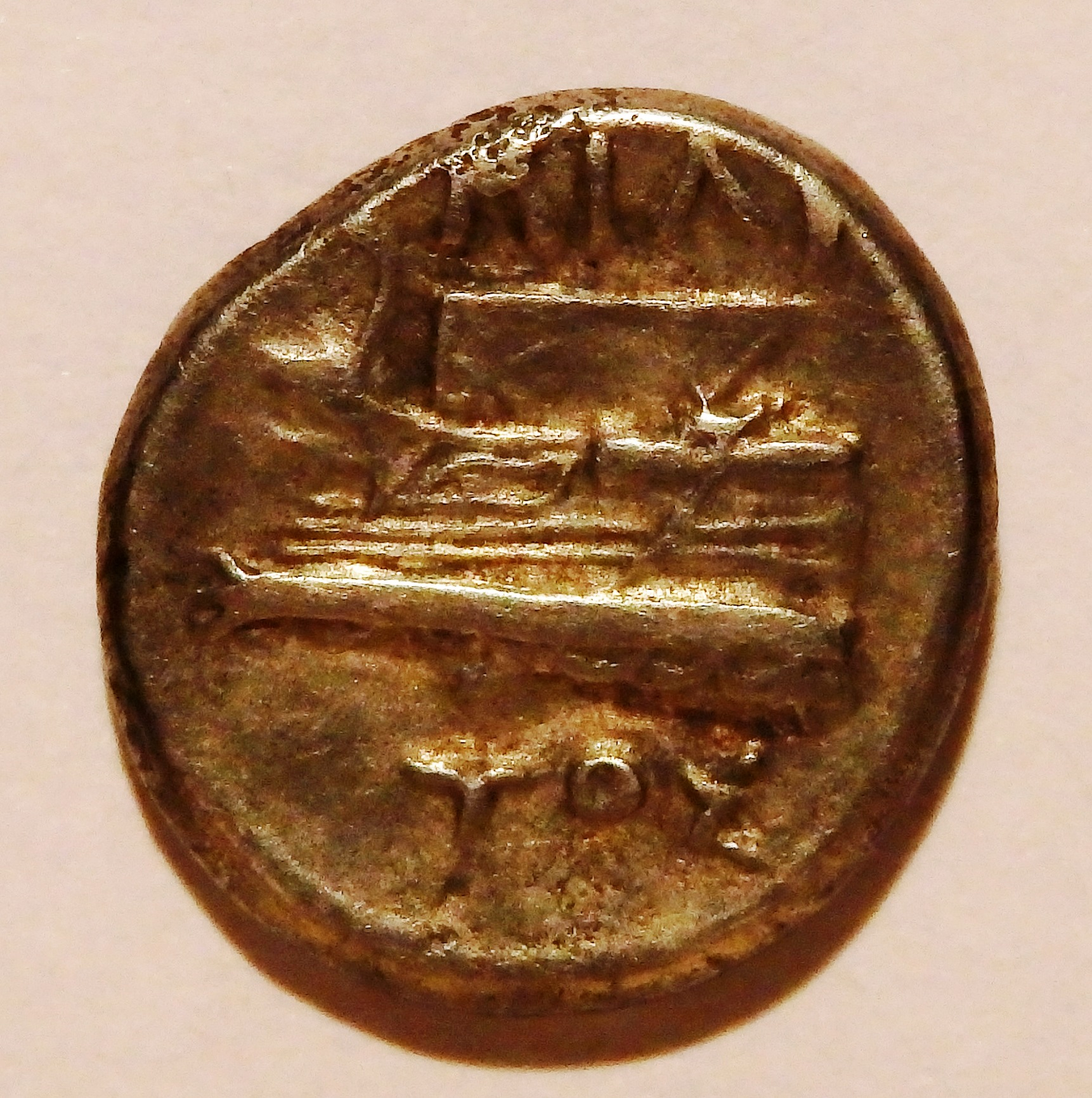
Hemidrachme Rückseite, Prora mit Schrift

Der ehemalige antike Hafen von Gemlik ist heute durch die Neustadt überbaut. Von der antiken Stadt sind nur noch einige Zyklopenmauern und ein paar Mauerbruchstücke bei der Stadtverwaltung zu sehen. An der Stelle der alten Akropolis steht eine Militäranlage. An die Funktion als Handels- und Hafenstadt erinnern im 4. Jahrhundert v. Chr. geprägte Münzen, die eine Prora auf der Rückseite zeigen.

## Moderne Stadt
Von den ehemaligen griechischen Ansiedlungen sind nur noch verfallene Häuser und eine zur Moschee umgewandelte orthodoxe Kirche erhalten. Die Neustadt besteht aus kleinen Hochhäusern. Die ganze Breite der Uferpassage wurde gepflastert und ist begehbar.

## Gemlik Port
Gemlik hat einen großen industriellen Containerhafen, genannt Gemlik Port, mit einer Handelsfreizone BUSEB.
Die in Bursa und Adapazarı produzierten Autos werden von hier aus verschifft.

## Sehenswürdigkeiten
- In Gemlik und der Umgebung gibt es nur lokalen Tourismus aus Bursa (etwa 25 Kilometer entfernt), Istanbul (etwa 90 Kilometer) und Eskişehir (etwa 140 Kilometer).
- Das Hinterland der Halbinsel ist ein fast unerschlossenes Waldgebiet, das von Armutlu bis Yalova reicht. Es gibt einige Thermalquellen und Wasserfälle.
- Auf einem Hügel nahe Gemlik liegt das Dorf Umurbey, bekannt durch alte Dorfhäuser, ein Denkmal und das Museum des ehemaligen türkischen Präsidenten Celal Bayar.

## Produkte
- Gemlik-Olive – Schwarze eingelegte Olivenart
- Gemlik Prasino – Grüner Granit/Tuff

## Städtepartnerschaften
- Bahía Blanca, Argentinien

## Persönlichkeiten
- Christos Androutsos (1869–1935), orthodoxer Theologe und Philosoph